# Мецгер Євген Володимирович
Євге́н Володи́мирович Ме́цгер (нар. 8 листопада 1977, Кривий Ріг, Дніпропетровська область, УРСР) — український банкір та економіст. Колишній голова ради директорів АТ «Укрексімбанк». Фігурант справи про напад на журналістів програми «Схеми» української служби Радіо Свобода.

## Біографія

### Освіта
Навчався в Криворізькій СШ І-ІІІ ступенів № 69, 1990—1994 навчався у Саксаганському природничо-математичному ліцеї на фізико-математичному факультеті.
1994—1999 — навчався в Криворізькому технічному університеті, магістр із відзнакою.
1999—2001 — навчався в Київському економічному університеті на спеціальності «Фінанси і Кредит», магістр із відзнакою.

### Кар'єра
З часів навчання починає працювати в банку «Фінанси та Кредит». Із травня 2001 року по жовтень 2003 року працює економістом у відділі обслуговування корпоративних клієнтів у відділенні в Дніпропетровській області, пізніше керував відділом кредитування фізичних осіб. Із жовтня 2003 року по квітень 2006: начальник відділу кредитування фізичних осіб, управління активних операцій фізичних осіб, заступник начальника управління активних операцій фізичних осіб, заступник начальника управління кредитних ризиків банку «Фінанси та Кредит».
Травень 2006 року — отримує посаду заступника керівника управління, керівника відділу організації продажу у філіальній мережі управління каналів продажу роздрібного бізнесу «Укрексімбанку», далі стає заступником керівника управління з організації та супроводу роздрібного бізнесу. До травня 2015 року працює в «Укрексімбанку» керівником управління малого та середнього бізнесу, керував командою у Global Management Challenge (у 2008 та 2009).
Травень 2015 — жовтень 2016 — директор департаменту малого та середнього бізнесу у АБ «Укргазбанк».
Жовтень 2016 — березень 2020 — член правління, заступник Голови правління АБ «Укргазбанк».
Березень 2020 — жовтень 2021 — Голова Правління АТ «Укрексімбанк»; 6 жовтня 2021 року був тимчасово відсторонений від виконання обов'язків «на час проведення внутрішнього розслідування». 11 жовтня 2021 року Євген Мецгер написав заяву про звільнення, того ж дня — був звільнений Наглядовою радою «Укрексімбанку» із займаної посади без «вихідної допомоги».

## Напад на журналістів, розслідування
4 жовтня 2021 року на журналістів програми «Схеми» було скоєно напад під час запису інтерв'ю із Головою правління «Укрексімбанку» Мецгером у його кабінеті. Мецгеру не сподобалося питання репортера Кирила Овсяного, після чого Мецгер наказав охороні забрати камери та видалити звідти всі дані. Співробітники банку застосували силу до оператора, відібравши дві камери та картки пам'яті із записами. Техніку згодом повернули, записаний матеріал було знищено, але врешті відновлено журналістами.
Національна поліція України відкрила кримінальне провадження за статтею «перешкоджання законній професійній діяльності журналістів». Представники «Укрексімбанку» спершу звинуватили журналістів, що інформація, яка їх цікавила, є банківською таємницею, повідомивши, що у банку розглядають можливість «звернення до правоохоронних органів» і заявив, що знімальна група «без перешкоджання» залишила приміщення.
5 жовтня журналісти «Схем» опублікували відновлене відео з нападом, після чого банк змінив позицію, вибачився і повідомив про тимчасове відсторонення Мецгера на час проведення необхідних слідчих дій Національною поліцією та внутрішньої перевірки в банку згідно з відповідними процедурами..
6 жовтня Мецгер вибачився перед журналістами, пояснивши свої дії «емоційним спалахом». Генпрокурор Венедіктова назвала інцидент «безумством співробітників державного банку». 6 жовтня представники прокуратури спробували вручити Мецгеру на іншим учасникам нападу підозру, але чиновник та його підлеглі зникли з робочих місць, прокуратура почала встановлювати їхнє місцезнаходження. Правоохоронці перекваліфікували справу про напад на журналістів «Схеми» в Укрексімбанку на іншу частину статті — її санкція передбачає до 5 років ув'язнення..
7 жовтня Київська міська прокуратура вручила Мецгеру підозру за звинуваченням у перешкоджанні професійній діяльності журналістів (ч. 1,3 ст. 171 ККУ). 8 жовтня Голосіївська окружна прокуратура Києва вручила Мецгеру підозру за звинуваченням у незаконному утриманні людей (ч.2 ст. 146 ККУ).
11 жовтня суд постановив відправити Мецгера під нічний домашній арешт; обмеження діятиме щодня з 10 години вечора до 6 години ранку.
11 жовтня наглядова рада державного «Укрексімбанку» задовольнила написану Мецгером заяву на звільнення і звільнила його з посади голови правління. До моменту обрання нового керівника банку (за результатами конкурсу, але не пізніше аніж 12 квітня 2022 року), виконувачем обов'язків голови правління «Укрексімбанку» призначено Сергія Єрмакова.
2 листопада прокуратура передала справу до суду, обвинувальний акт було скеровано щодо 4 осіб. 11 листопада стало відомо, що двох нападників на журналістів в Укрексімбанку поновили на посадах.
У вересні 2022 року Голосіївський суд Києва присудив Мецгеру та його двом колишнім колегам штраф у вигляді 3400 грн без позбавлення права займати певні посади.

## Родина та статки
Одружений з уродженкою Кривого Рогу Юлією Мецгер, яка працювала юристкою в «Укрексімбанку», я у липні 2019 року по квоті президента Зеленського призначена до наглядової ради «ПриватБанку». Юлія — близька подруга гумористки Олени Кравець з «95 кварталу». У шлюбі з нею Мецгер має двох синів.
Подружжя Мецгерів спільно володіє чотирма квартирами в Києві, двома земельними ділянками, садовим будинком та господарською будівлею у Київської області. Мецгери мають нерухомість за кордоном — квартиру в Іспанії площею 87,7 м2 та паркомісце, і дві квартири у Туреччині вартістю майже 3 млн грн.

## Визнання
- найкращий банкір МСБ в 2018 та 2019 роках за рейтингом журналу «Бізнес»[37];